# ویلی کانینگهام (بازیکن فوتبال، زاده ۱۹۳۰)
ویلی کانینگهام (انگلیسی: Willie Cunningham; ۱۷ مهٔ ۱۹۳۰ – ۳۱ اوت ۲۰۰۷) بازیکن و مربی فوتبال اهل ایرلند شمالی بود.
از باشگاه‌هایی که در آن بازی کرده‌است می‌توان به باشگاه فوتبال دانفرملین اتلتیک، باشگاه فوتبال سنت میرن، و باشگاه فوتبال لستر سیتی اشاره کرد.
وی همچنین در تیم ملی فوتبال ایرلند شمالی بازی کرده‌است.